# Drosophila kivuensis
Drosophila kivuensis är en tvåvingeart som beskrevs av Léonidas Tsacas 1980. Drosophila kivuensis ingår i släktet Drosophila och familjen daggflugor.
Artens utbredningsområde är Uganda och Kongo-Kinshasa.